# Màxim Huerta
Màxim Huerta Hernández (Utiel, València, 26 de gener de 1971) és un periodista i escriptor valencià membre de l'Acadèmia de les Ciències i les Arts de Televisió. Fou el guanyador del Premi Primavera de Novel·la 2014 amb la seva quarta novel·la La noche soñada, editada per Espasa. El juny de 2018 va ser designat ministre de Cultura i Esport del govern de Pedro Sánchez. Va dimitir el 13 de juny, 7 dies després del seu nomenament per un cas de frau fiscal.

## Biografia
És llicenciat en Ciències de la informació per la Universitat CEU San Pablo de València i té un màster en Disseny Gràfic i Il·lustració Editorial per l'Institut Europeu de Disseny de Madrid. També és membre de l'Acadèmia de les Ciències i les Arts de Televisió. Va iniciar la seva trajectòria professional a la ràdio i mitjans escrits de la seva terra natal, com les emissores Radio 5 de RNE a Utiel i Radio Buñol, o els diaris Valencia 7 días i Las Provincias.
El seu salt a la televisió es va produir a 1997, any en què s'incorpora a la cadena de televisió autonòmica Canal 9, en la qual presenta i edita l'Informatiu Metropolità i l'Informatiu d'última hora.
Va començar a treballar a Telecinco al 2000, presentant i editant l'espai d'emissió autonòmica de la cadena pel País Valencià. Un any després va donar el salt a l'emissió a nivell estatal en convertir-se en un dels rostres del noticiari Informativos Telecinco, en què roman cinc anys presentant diferents edicions.
Al 2005 dona un gir a la seva carrera professional, fins al moment sempre vinculada als espais informatius, i s'incorpora a l'equip de presentadors de El programa de Ana Rosa, un magazín conduït per la periodista Ana Rosa Quintana Hortal i molt centrat en assumptes de premsa rosa. Es va mantenir en aquest espai durant deu anys, fins a setembre de 2015.
Des del 2006 i fins al 2010 va col·laborar al programa d'Ana García Lozano a ABC Punto Radio.
Al 2016 va presentar a La 1 de TVE l'espai cinematogràfic i de viatges Destinos de película.
Va ser col·laborador a El Español, 20Minutos, Glamour i National Geographic. També va ser col·laborador a Gente despierta de RNE.
Com a escriptor destaca la seva novel·la La noche soñada, amb la qual va obtenir el Premi Primavera de Novel·la el 2014. En total, ha publicat sis novel·les, un llibre de viatges, un conte infantil i un relat il·lustrat: Que sea la última vez que me llamas Reina de la Tele (2009), El susurro de la caracola (2011), Una tienda en París (2012). Al 2015 publica el seu primer llibre il·lustrat sota el títol El escritor creat conjuntament amb l'artista Javier Jubera i el mateix any publica la seva cinquena novel·la No me dejes (Ne me quitte pas). Totes elles traduïdes a diversos idiomes. A l'abril de 2017 va publicar el seu sisè llibre, aquest cop de autoficció titulat La parte escondida del iceberg.
També és autor de l'obra de teatre Más sofocos, al costat del director Juan Luis Iborra, i de la peça de microteatre Me quedo muerta.
El 6 de juny de 2018 es va comunicar el seu nomenament com a ministre de Cultura d'Espanya al primer Govern de Pedro Sánchez. Set dies després del seu nomenament dimití perquè es descobrí que havia comés frau fiscal: entre els anys fiscals del 2006, 2007 i el 2008 va defraudar 218.322 euros.
L'11 de gener de 2021 tornà al món de la televisió, presentant el magazine informatiu diari de les vesprades Bona Vesprada d'À Punt.
El 2022, va presentar el Benidorm Fest juntament amb Alaska.

## Obra
Novel·les
- Que sea la última vez... (2009)
- El susurro de la caracola (2011)
- Una tienda en París (2012)
- La noche soñada (2014)
- No me dejes (Ne me quitte pas) (2015)
- La parte escondida del iceberg (2017)
- Firmamento (2018)

Relats
- El escritor (2015), il·lustrat per Javier Jubera
- Partir de cero (2017), il·lustrat per Carlos Salgado

Literatura infantil
- Elsa y el mar (2016), il·lustrat per María Cabañas

Llibres de viatges
- Mi lugar en el mundo eres tu (2016)